# Pus

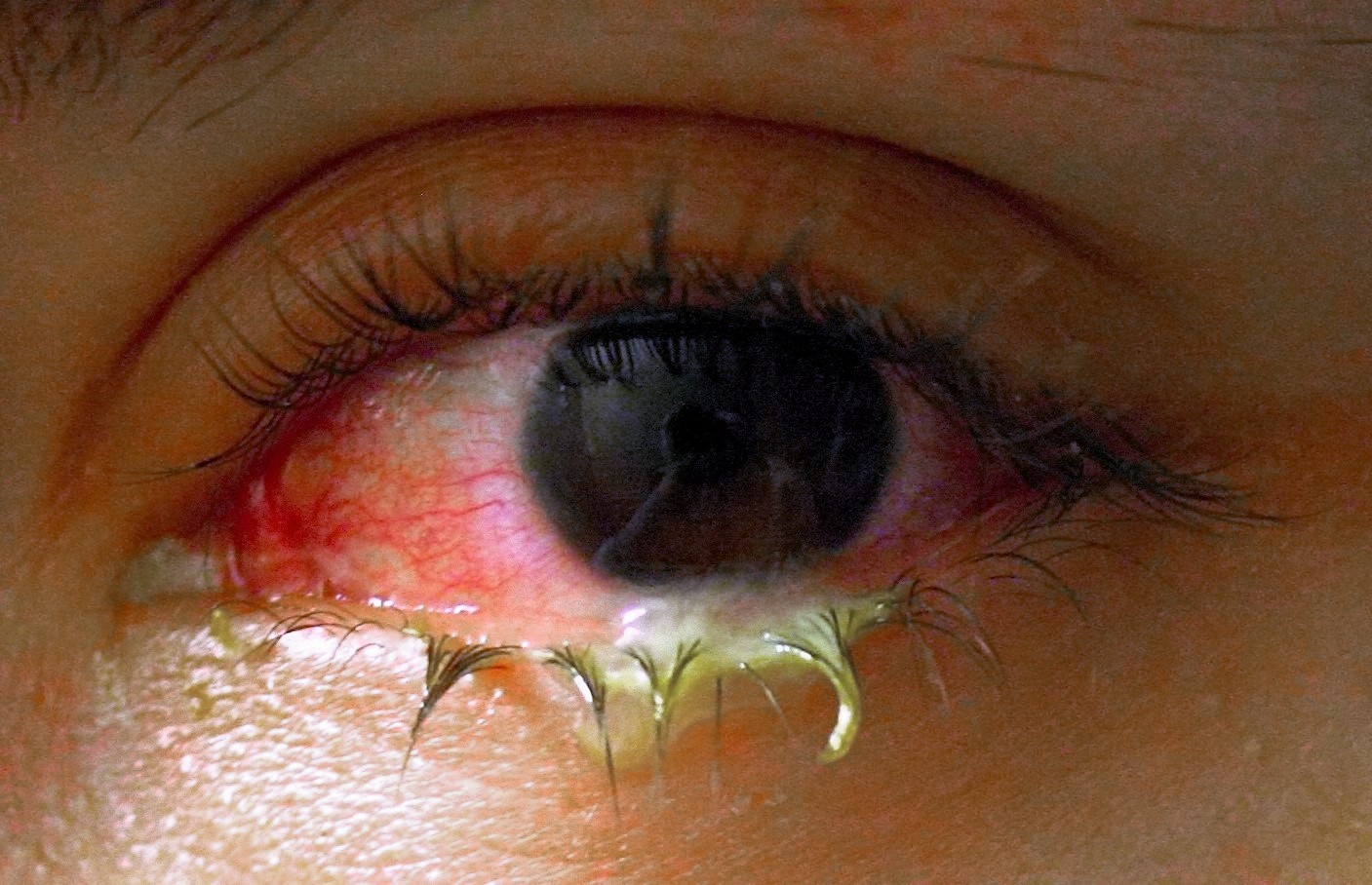
Gezwollen oog door conjunctivitis met pus aan de onderrand.

Pus of etter is een meestal dik- of dunvloeibare substantie (kleur: witgeel of geel) die zich in het lichaam in een holte zoals een abces bevindt bij langer bestaande ontstekingen, of die uit ontstoken wonden vloeit. Pus bestaat vooral uit dode witte bloedcellen, bacteriën en soms resten van necrotisch weefsel (dode fagocyten).